# KARR

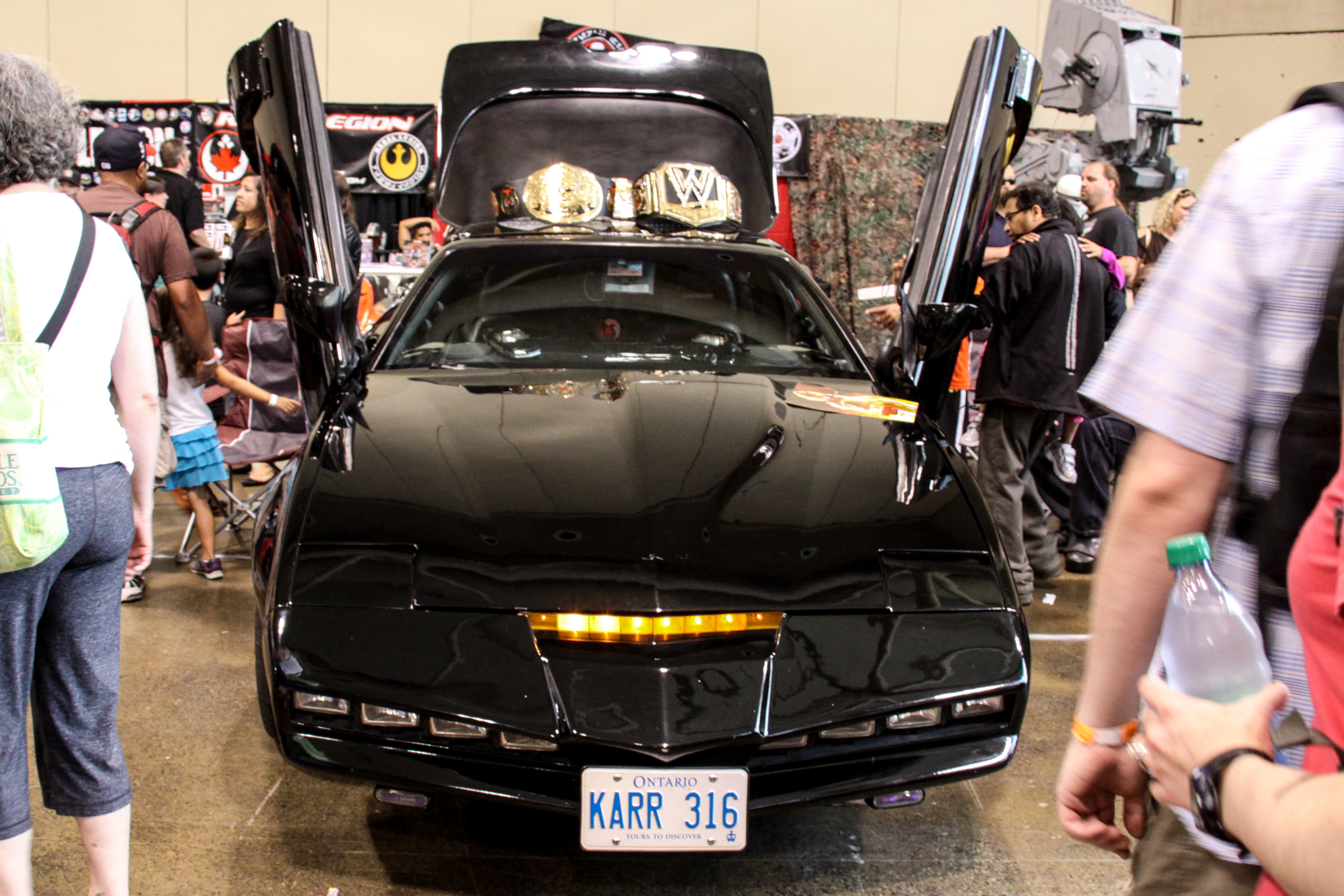
Réplique de KARR dans la série K 2000.

KARR ou K.A.R.R. — acronyme de Knight Automatic Robot Revolution et de Knight Automatic Roving Robot — est le nom d'une voiture apparaissant dans les séries télévisées K 2000 (Knight Rider) et Le Retour de K 2000.

## Description
Dans les deux séries, KARR est le nom de l'intelligence artificielle, encore au stade de prototype, installée dans une voiture munie de fonctions avancées : la Knight 2000 pour la première série, la Knight 3000 pour la seconde. Cette voiture se démarque de sa version finale, nommée KITT, par sa programmation grandement différente. KARR est programmée pour se défendre par tous les moyens, alors que KITT l'est pour protéger les vies humaines.

### Knight 2000

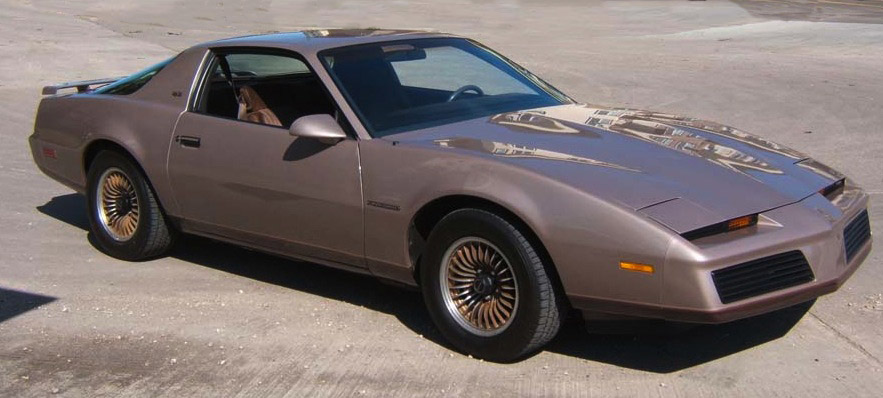
Une Pontiac Firebird de 1983, qui a servi de base pour KARR et KITT (Knight 2000).

Dans la série K 2000, KARR est une Pontiac Trans Am (Firebird) T-top noire modifiée, antithèse de la voiture KITT conduite par Michael Knight (David Hasselhoff).
Dans la version originale, la voix de KARR est interprétée par l'acteur Peter Cullen, ainsi que de Paul Frees pour les épisodes « Le prototype » et « Le retour de KARR ». En France, c'est l'acteur Guy Chapellier qui lui prête sa voix.

### Knight 3000

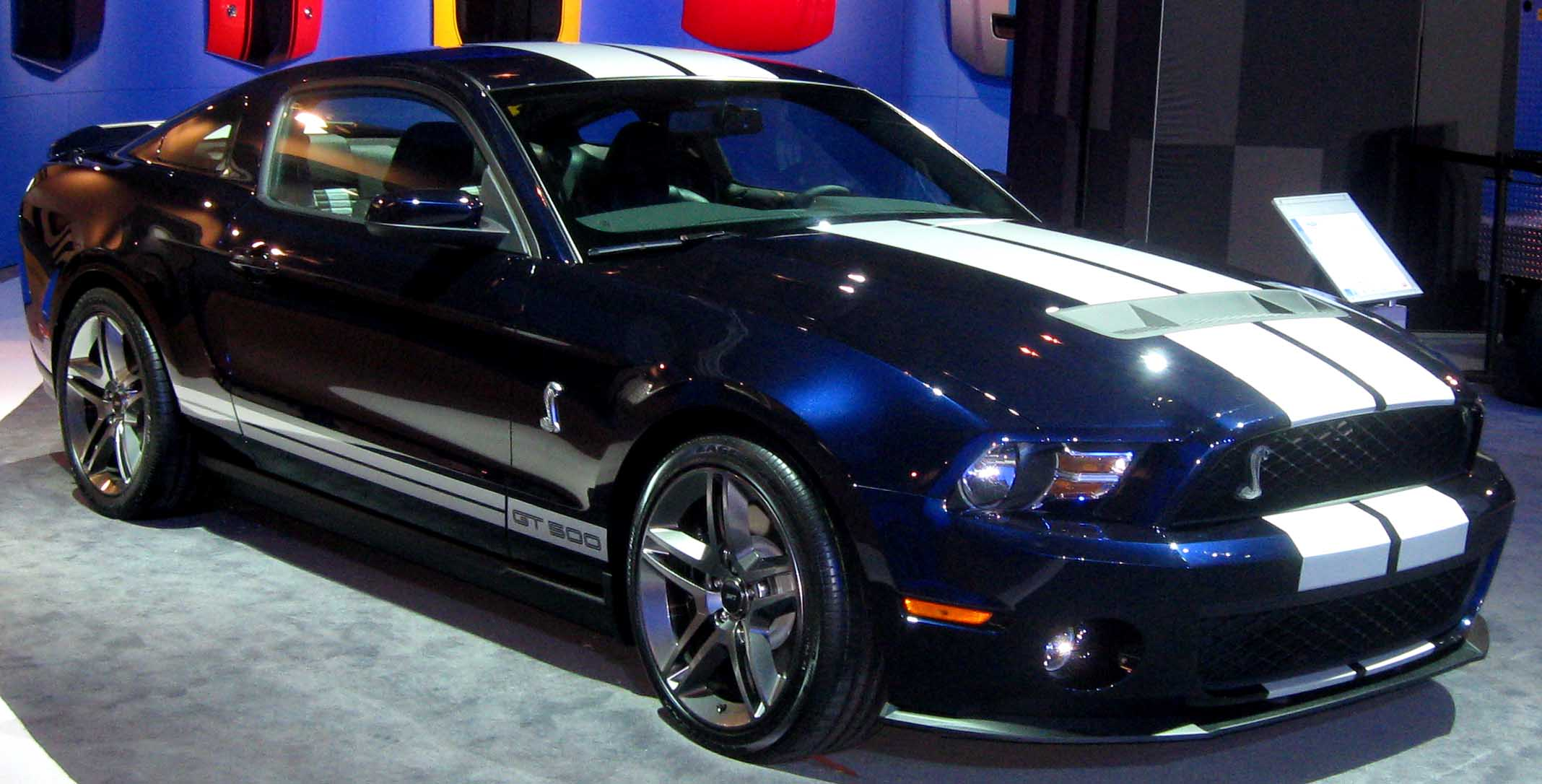
Ford Shelby GT 500 de 2010 utilisée comme base pour la Knight 3000.

Dans la série Le Retour de K2000, KARR est une Ford Mustang Shelby GT 500KR noire modifiée.
A nouveau, KARR est doublé par Peter Cullen dans la version originale de l'épisode KITT contre KARR. En France, c'est Philippe Catoire qui lui prête sa voix.